# نلا مسی بیلی
نلا ایزورا مسی بیلی (Nellah Massey Bailey) (نام تولد: مسی) (Massey) (زادهٔ ۳۰ ژوئن ۱۸۹۳ – درگذشتهٔ ۳۱ مارس ۱۹۵۶)، سیاستمدار و کتابدار اهل ایالات متحده بود. وی از ۱۹۴۴ تا ۱۹۴۶ میلادی بانوی اول میسیسیپی و از ۱۹۴۸ تا ۱۹۵۶ میلادی محصل مالیات ایالت میسیسیپی بود. وی که عضو حزب دموکرات را داشت، نخستین زنی بود که در سطح ایالت برای یک پست عمومی انتخاب گردید.
بیلی در برمینگم، آلاباما به دنیا آمد، از یک مدرسه کتابخانه در چاتاکوا، نیویورک فارغ گردیده و برای سی سال در کتابخانه عمومی در مریدیان، میسیسیپی کار کرد. وی در ۱۹۱۷ میلادی با فرماندار آینده توماس ال. بیلی ازدواج نمود. به عنوان بانوی اول میسیسیپی، وی ریاست کمیته مشترک استخدام میسیسیپی را بر عهده داشت، کمیته تبلیغی ایالتی که زنان را به خدمت در نیروهای مسلح ایالات متحده در جریان جنگ جهانی دوم تشویق می‌کرد.
در ۱۹۴۷ میلادی، برای کسب کرسی محصل مالیات ایالت میسیسیپی وارد رقابت شد. وی در انتخابات مقدماتی دموکرات‌ها پیروز شده و در انتخابات سراسری هیچ رقیبی نداشت. وی در انتخابات‌های ۱۹۵۱ و ۱۹۵۵ مجدداً به این سمت انتخاب گردید، اما سه ماه قبل از پایان دوره خدمت خود بر اثر یک سری ایست قلبی درگذشت.

## اوایل زندگی و تحصیلات
نلا ایزورا مسی در ۲۰ ژوئن ۱۸۹۳ در برمینگم، آلاباما متولد شد. وی دختر چارلز کارتر مسی، مأمور آتش‌نشانی در اداره آتش‌نشانی برمینگم و جیسی ارین مسی (نام تولد: پوپ) بود. پس از اینکه پدر وی معاون اداره آتش‌نشانی مریدیان شد، وی در ۱۹۱۳ میلادی به مریدیان، میسیسیپی نقل مکان نمود. پس از فراغت از مدرسه عالی مریدیان، مسی از مدرسه کتابخانه در چاتاکوا، نیویورک فارغ‌التحصیل گردیده و پس از آن یک دوره کارآموزی در امور کتابخانه را در برمینگم تکمیل کرد.

## حرفه کتابخانه، ازدواج و خانواده
در ۱۹۱۳ میلادی، مسی برای خدمت در یک سمت جدید به عنوان معاون کتابخانه‌دار در کتابخانه جدیدالتاسیس کارنگی، دوباره به مریدیان بازگشت. این کتابخانه یکی از دو کتابخانه برجسته در مریدیان بود که با کمک مالی انسان‌دوست اندرو کارنگی باز شده بود. وی در ۱۹۳۴ میلادی به سمت کتابخانه‌دار ارتقاء داده شده و تا ۱۹۴۳ میلادی، اندکی پیش از نقل مکان به جکسون، در این سمت باقی ماند. وی در ۱۹۳۶ میلادی به عنوان معاون انجمن کتابخانه میسیسیپی انتخاب گردیده و در ۱۹۴۲ میلادی از سوی رئیس انجمن کتابخانه آمریکا، چارلز هاروی براون، به عنوان دستیار رابط کتابخانه‌دار در ناحیه چهارم (4th Corps Area) گماشته شد.
در جریان این مدت، مسی در سازمان‌های خدمات زنان نیز فعالیت داشت. وی در ۱۹۳۲ میلادی به عنوان رئیس باشگاه پیلوت مریدیان انتخاب گردید که شعبه محلی پایلوت بین‌الملل بوده و سازمانی شبیه روتاری بین‌الملل بود. وی از ۱۹۳۶ تا ۱۹۳۷ میلادی رئیس پایلوت بین‌الملل بود. وی همچنین یکی از اعضای بنیانگذار باشگاه‌های زنان حرفه‌ای و بازرگان در میسیسیپی، عضو سازمان دلتا کاپا گاما و همچنین سازمان دختران انقلاب آمریکا در شعبه پوشتاهاما بود. وی برای هشت سال ریاست سازمان مارش آو دایمز در شهرستان لادودردیل را برعهده داشت.
وی زمانی که به عنوان معاون کتابخانه‌دار در کتابخانه عمومی مریدیان خدمت می‌کرد با توماس لاوری بریلی که در آن زمان وکیل مدافع بود و در کمیته ژوری یک مسابقه واژه محلی قضاوت می‌کرد، آشنا شد. مسی کتابخانه را برای چندین ساعت پس از پایان ساعات کاری رسمی باز نگه‌می‌داشت تا اعضای کمیته بتوانند از دانشنامه‌ها و واژه‌نامه‌ها استفاده نمایند. توماس، پس از اینکه سایر اعضا کتابخانه را ترک می‌نمودند، همه روزه برای مدتی بیشتری در کتابخانه می‌ماند تا به فرایند بسته کردن ساختمان کتابخانه به مسی کمک کند؛ آنها در نهایت به گذاشتن قرار ملاقات آغاز نموده و در ۲۲ اوت ۱۹۱۷ باهم ازدواج کردند.
آنها یک پسر بنام هارولت میلبی بیلی (متولد ۱۹۲۲ تا ۱۹۲۳) که در دو ماهگی به فرزندی گرفته شده بود و یک دختر بنام نلا پوپ بیلی (متولد ۱۹۲۵ یا ۱۹۲۶ میلادی) داشتند. در ۱۹۳۵ میلادی، خودروی خانواده آنها دو بار در بزرگراه ۱۵ میسیسیپی واژگون شد که باعث شکستگی دو دنده و کبود شدن سایر اعضای بدن بیلی گردید.

## بانوی اولی میسیسیپی (۱۹۴۴ تا ۱۹۴۶ میلادی)
خانواده بیلی در ۹ ژانویه ۱۹۴۴ به عمارت فرماندار میسیسیپی نقل مکان نموده و پس از اینکه توماس بیلی رسماً در ۱۸ ژانویه ۱۹۴۴ کار خود را به عنوان فرماندار آغاز کرد، نلا مسی بیلی بانوی نخست میسیسیپی شد. وی تا زمانی که فرماندار بیلی در ۲ نوامبر ۱۹۴۶ بر اثر اختلاط‌های جراحی در جریان عمل برداشتن تومور طناب نخاعی وفات کرد، به عنوان بانوی نخست میسیسیپی خدمت کرد.

### ابتکار استخدام زنان در جنگ جهانی دوم
بیلی در مارس ۱۹۴۴، در جریان جنگ جهانی دوم، ریاست سازمان تازه تأسیس پیکار مشترک استخدام میسیسیپی را برعهده گرفت. این پیکار که از سوی اداره دفاع غیرنظامی میسیسیپی حمایت مالی می‌گردید، نظرسنجی‌های خانه به خانه را در سطح ایالت برگزار نمود تا زنانی که واجد شرایط برای خدمت در یکی از چهار شاخه ویژه-زنان نیروهای مسلح ایالات متحده بودند را شناسایی نماید: سپاه ارتش زنان، نیروی دریای ذخیره زنان، نیروی ذخیره گارد ساحلی زنان و نیروی ذخیره تفنگداران دریایی زنان. مأموریت این برنامه سوق اجباری زنان به سوی خدمت نظامی نبود، بلکه هدف آن فراهم نمودن اطلاعات در مورد روند ثبت نام برای آنهای بود که علاقه به شرکت داشتند.
بیلی معتقد بود که زنان نیز وظیفه داشتند تا در جنگ مبارزه نمایند، او گفت: «ما رهبران ایالتی باید پیش‌داوری که در مقابل زنان نظامی در ایالت میسیسیپی وجود دارد را از بین ببریم. برای یک زن جوان، خدمت به ملت خود در این روزهای دشوار، جای افتخار است.» وی ادعاهای مبنی بر اینکه اگر زنان در نیروهای مسلح خدمت کنند «کمتر زنانه» می‌شوند را نکوهش نموده و گفت که آنها با خدمت در ارتش به «وقار و شخصیت» می‌رسند.
هنگام خدمت به عنوان رئیس پیکار مشترک استخدام میسیسیپی در سطح ایالت، بیلی یک کمیته اجرایی متشکل از رهبران سازمان‌های مدنی، برادری و خدماتی در سطح ایالت و همچنین نمایندگان بخش‌های زنانه نیروهای مسلح، تأسیس نموده و به تمامی شهرداران ایالت دستور داد تا کمیته‌های محلی تشکیل بدهند و در هر اجتماع تبلیغات خانه به خانه راه‌اندازی کنند. این پیکار که در ابتدا برای سه هفته برنامه‌ریزی شده بود، با حمایت شورمند در سطح ایالت روبرو شده و بخش‌های زنانه ارتش مدت این پیکار را تمدید نمودند تا نمایندگان آنها برای استخدام بیش از اجتماعات بازدید نمایند. آلتیا او هانلون، نماینده منطقه‌ای اداره ملی دفاع غیرنظامیان، اظهار داشت که «میسیسیپی، در عرصه استخدام زنان برای خدمت در بخش‌های مختلف ارتش، همانند چراغ راه عمل نموده‌است». در سطح تمامی ایالت‌های، این پیکار در نوع خود بی‌پیشینه بود؛ جورجیا بعدها با پیروی از مثال میسیسیپی، پیکار مشابهی را راه‌اندازی نمود.